# Peter Sallis
Peter Sallis (n. 1 de febrero de 1921 - 2 de junio  2017) fue un actor inglés conocido por su trabajo en televisión británica. Aunque nació y creció en Londres, sus dos papeles más notables le obligaron a adoptar el acento y los modales de un hombre del norte.
Sallis fue más conocido por su papel como personaje principal, Norman Clegg, en la comedia televisiva de larga duración británica Last of the Summer Wine, ambientada en la ciudad de Yorkshire. Fue el miembro del reparto más duradero ya que apareció en la totalidad de los 295 episodios, y cuando la serie llegó a su fin era el único sobreviviente de un primer episodio del programa en 1973. También apareció en 13 episodios de su precuela, la serie First of the Summer Wine. También es famoso por proporcionar la voz de Wallace en la serie y películas de Wallace y Gromit, de nuevo con un acento norteño.

## Biografía

### Primeros años de vida
Sallis nació el 1 de febrero de 1921 en Twickenham (Middlesex entonces, ahora Londres), Inglaterra, Sallis fue hijo único. Después de asistir a la Minchenden Grammar School al norte de Londres, Sallis se fue a trabajar a un banco. Tras el estallido de la Segunda Guerra Mundial se unió a la Royal Air Force. No pudo llegar a formar parte de una tripulación porque tenía una enfermedad de albúmina de suero y se le dijo que no podría llevar a cabo tareas a gran altura. Se convirtió en un mecánico inalámbrico y se dedicó a enseñar los procedimientos de radio en la RAF Cranwell.
Sallis comenzó como un actor aficionado durante sus cuatro años con la Royal Air Force, cuando uno de sus estudiantes le ofreció el liderazgo en la producción de un papel. Su éxito en el papel lo llevó a convertirse en actor después de la guerra, y así se formó en la Real Academia de Arte Dramático, haciendo su primera aparición profesional en los escenarios londinenses en 1946.

### Carrera
Sallis se convirtió en un notable actor de carácter en los escenarios londinenses en los años 1950 y 1960, apareciendo junto a leyendas del teatro como Laurence Olivier, John Gielgud, Ralph Richardson, Orson Welles, Judi Dench y Patrick McGoohan. También interpretó algunos papeles de carácter en películas británicas de la época, entre ellas algunas de la Hammer. En 1968, fue elegido como el Coker buenas intenciones en una adaptación radiofónica de la BBC de la novela de John Wyndham El día de los trífidos.
Su primer papel de televisión destacado fue como Samuel Pepys en la serie de la BBC del mismo nombre en 1958. En 1961, apareció como Gordon en "Find and Destroy", un episodio de la serie de televisión Danger Man . En 1967 también apareció en el episodio del Doctor Who "Los guerreros del hielo" interpretando al científico renegado Elric Penley. Y en 1983 se debió a jugar el papel de delantero en otra historia de Doctor Who, "Ilustración", pero tuvo que retirarse. En 1967 fue el doctor Watson para el Sherlock Holmes interpretado por Fritz Weaver en el musical de Broadway Baker Steet. Él introdujo lo que los críticos consideran el show es el mejor número musical: un hombre casado.
En 1970, fue elegido para la serie cómica de la BBC The Culture Vultures, donde interpretó al profesor George Hobbes en tres episodios. Durante la producción, Phillips fue llevado de urgencia al hospital con una hemorragia interna y debido a ello sólo se rodaron cinco episodios.
En 1971 Sallis participó, junto a Roger Moore y Tony Curtis, en el episodio de Los persuasores "The Long Goodbye". Aparecía hacia el final del episodio como David Piper, un exempleado de una empresa que fue elevado a una posición sustancialmente más alto y el salario como recompensa por haber instalado en un avión un artefacto explosivo que mató a su piloto. El piloto era un notable científico cuyas investigaciones desaparecieron causando grandes perjuicios a la empresa que empleaba a Piper.
Sallis fue elegido para el episodio de Comedy Playhouse titulado "Of Funerals and Fish" (1973), que se convirtió en último de los vinos de verano, como el amante discreto de una vida tranquila, Norman Clegg. Sallis ya había trabajado con Michael Bates, quien jugó oficial cabecilla Blamire en las dos primeras series, en el escenario. El piloto fue un éxito y la BBC encargó una serie. Sallis interpretó el papel de Clegg desde 1973 hasta 2010, y fue el único miembro del reparto que apareció en cada episodio. En 1988 interpretó al señor Clegg en First of the Summer Wine, una precuela de Last of the Summer Wine, cuya acción que transcurría en 1939.
En 1974 interpretó al Sr. Bonteen en la miniserie The Pallisers, un drama de época de la BBC. Entre 1976 y 1978 apareció en la serie infantil The Ghosts of Motley Hall, donde interpretaba al señor Gudgin, un agente inmobiliario que no quiere ver cómo la mansión del título cae en manos equivocadas. En 1977 interpretó a Rodney Gloss en la serie criminal de la BBC Murder Most English: A Flaxborough Chronicle.
En 1978, protagonizó junto a Norte el actor cómico David Roper en la serie de ITV Leave It to Charlie como el jefe pesimista de Charlie. El programa duró cuatro series, que termina en 1980. También en 1978, desempeñó el papel de la huésped fantasma cazador de Milton en la miniserie infantil de lo paranormal The Clifton House Mystery.
En 1983, fue el narrador de Rocky Hollow una serie producida por Bumper Films para S4C. Entre 1984 y 1990, alternó con Ian Carmichael como la voz de la rata en la serie de televisión británica El viento en los sauces, basada en la novela homónima de Kenneth Grahame. Junto a él aparecieron Michael Hordern como Badger, David Jason como Toad y Richard Pearson como Mole. La serie fue animada en stop motion, prefigurando así sus posteriores trabajos con Aardman Animations. En 1992 apareció en "Rumpole on Trial", el último episodio de Rumpole of the Bailey en 1992, y más tarde protagonizó junto a Brenda Blethyn, Kevin Whately y Anna Massey en el 2004 de una sola vez ITV1 drama de "pertenencia".
Sallis ha logrado un gran éxito cuando, en 1989, fue la voz de Wallace, el inventor excéntrico, en el primer corto de Wallace y Gromit, A Grand Day Out («Un Día de Campo en la Luna»). Esta película ganó un premio BAFTA y fue seguida por las películas ganadoras de un Oscar, The Wrong Trousers («Los Pantalones Equivocados») en 1993 y A Close Shave («Un Esquilado Apurado») en 1995. Aunque los personajes se retiraron temporalmente en 1996, Sallis ha vuelto a ser la voz de Wallace en varios cortometrajes y en la película ganadora del Oscar 2005 Wallace & Gromit: The Curse of the Were-Rabbit («Wallace & Gromit: La Batalla de los Vegetales»), por la que ganó un premio Annie a la mejor voz en una producción de animación. Más recientemente, Sallis protagonizó una nueva aventura de Wallace & Gromit, A Matter of Loaf and Death («Un Asunto de Pan o Muerte»), en 2008. En 2010, interpretó nuevamente a su personaje en la serie Wallace & Gromit's World of Invention.
Sallis fue galardonado con el OBE en la lista de cumpleaños de la reina con honores en 2007 de los servicios de Drama. El 17 de mayo 2009 ha aparecido en la BBC Radio 4 Island Discs programa del Desierto.
Peter Sallis falleció el 2 de junio de 2017 a los 96 años de edad.
- Datos: Q739052
- Multimedia: Peter Sallis / Q739052